# Milewo-Rączki
Milewo-Rączki – wieś w Polsce położona w województwie mazowieckim, w powiecie przasnyskim, w gminie Krasne. Leży nad Pełtą. Ma status sołectwa.
W skład sołectwa Milewo-Rączki wchodzą także: Dąbki, Milewo-Bylice, Milewo-Gawary i Milewo-Kulki.
| SIMC    | Nazwa         | Rodzaj    |
| ------- | ------------- | --------- |
| 0117357 | Dąbki         | część wsi |
| 0117363 | Milewo-Bylice | część wsi |
| 0117370 | Milewo-Gawary | część wsi |
| 0117386 | Milewo-Kulki  | część wsi |

Wierni Kościoła rzymskokatolickiego należą do parafii św. Mateusza w Zielonej.
W latach 1975–1998 miejscowość administracyjnie należała do województwa ciechanowskiego.